# Terremoto de Chipre de 1491
El terremoto de Chipre de 1491 ocurrió el 24 de abril de 1491 y provocó grandes daños en toda la isla de Chipre y algunos daños limitados en el Levante.

## Epicentro y geología
Se desconoce el epicentro preciso del terremoto. Nicholas Ambraseys escribió que el epicentro probablemente estuvo ubicado en el mar Mediterráneo oriental, entre las costas de Chipre y Siria. Papazachos y Papaioannou, por otro lado, afirman que el terremoto de 1491 es sólo uno de los dos terremotos que tuvieron epicentro dentro de la isla de Chipre, y probablemente fue en la llanura de Mesaoria. Afirman que la llanura puede constituir un graben asociado a fallas normales, que habrían producido el terremoto.
Según el Departamento de Estudios Geológicos de Chipre, el terremoto tuvo una magnitud de 7,0 en la escala de Richter y una intensidad de VIII a IX en la escala de Mercalli.

## Daños
El terremoto causó daños generalizados, especialmente a lo largo de la costa oriental de Chipre, así como en la llanura de Mesaoria, incluida la capital, Nicosia. En la ciudad "mal construida" de Nicosia, los cronistas afirman que durante el terremoto se destruyeron 4.000 edificios. Las fuentes primarias no están de acuerdo sobre la pérdida de vidas en la ciudad, algunas afirman que no hubo pérdidas de vidas, pero otra fuente afirma que murieron 1.000 personas.